# Art. Lebedev Studio
Art. Lebedev Studio est un atelier de design fondé par Artemy Lebedev en 1995.
Ses activités comprennent le graphisme et le design industriel. Il est également connu pour ses travaux de web design. En décembre 2012, 5 art-directeurs et plus de 300 employés travaillent à l'atelier. Le siège se situe à Moscou, et deux bureaux se trouvent à Kiev et à New York.
Selon l’opinion du groupe d'experts « Tagline », l'atelier est classé premier d'une liste des 100 meilleurs ateliers de web design d’Internet de Russie.
L’atelier appartient à la société de portefeuille Art. Lebedev Group (ALG), dans laquelle entrent aussi plusieurs autres sociétés design et publicitaires.

## Histoire et description
L'atelier a commencé avec le design graphique puis s’est élargi et a inclus des interfaces, le design de sites web, et plus récemment le design industriel. L'atelier possède un centre de formation, une maison d’édition, un département des médias et une équipe de plusieurs développeurs.
La devise de l’atelier est « Le design sauvera le monde ». Selon ses règles, l’atelier ne travaille pas avec des particuliers, ni avec des organisations politiques ou religieuses. Il est célèbre par son style informel (y compris le juron).

## Site web
Le site officiel de l’atelier est disponible en deux langues : russe et anglais. Les exemples des travaux sont souvent expliqués en détail.
La version russe du site comporte des conseils techniques sur : HTML, XML, XSLT, JavaScript, CSS et d’autres technologies web.

## Les travaux de design
L’atelier a conçu le design du moteur russe de recherche Yandex, du groupe financier Alfa-Bank, le site de nouvelles en langue russe Lenta.ru, le site d'actualité Gazeta.ru et les sites russes de promotion pour Microsoft et Intel.
L’atelier a produit le clavier Optimus Maximus.